# Arboga Mekaniska Verkstad
Arboga Mekaniska Verkstad (AMV) var en större mekanisk verkstad som bildades 1856 i Arboga och lades ned på 1980-talet. Verkstaden som uppfördes på den plats där tidigare Arboga myntverk legat, var Arbogas första egentliga industri i modern mening. AMV är också känd för att vara den första verkstaden i Sverige som installerade en elektrisk motor som drev den centrala remdriften. 
Företaget sysslade länge huvudsakligen med tillverkning av maskingjutgods som exempelvis turbinhus. Produktionens inriktning ändrades med åren till att tillverka specialmaskiner till järn- och gruvindustrin och tillverkning av järnvägs- och spårvagnshjul skedde också i en större skala, innan gjuteriet lades ned 1967.

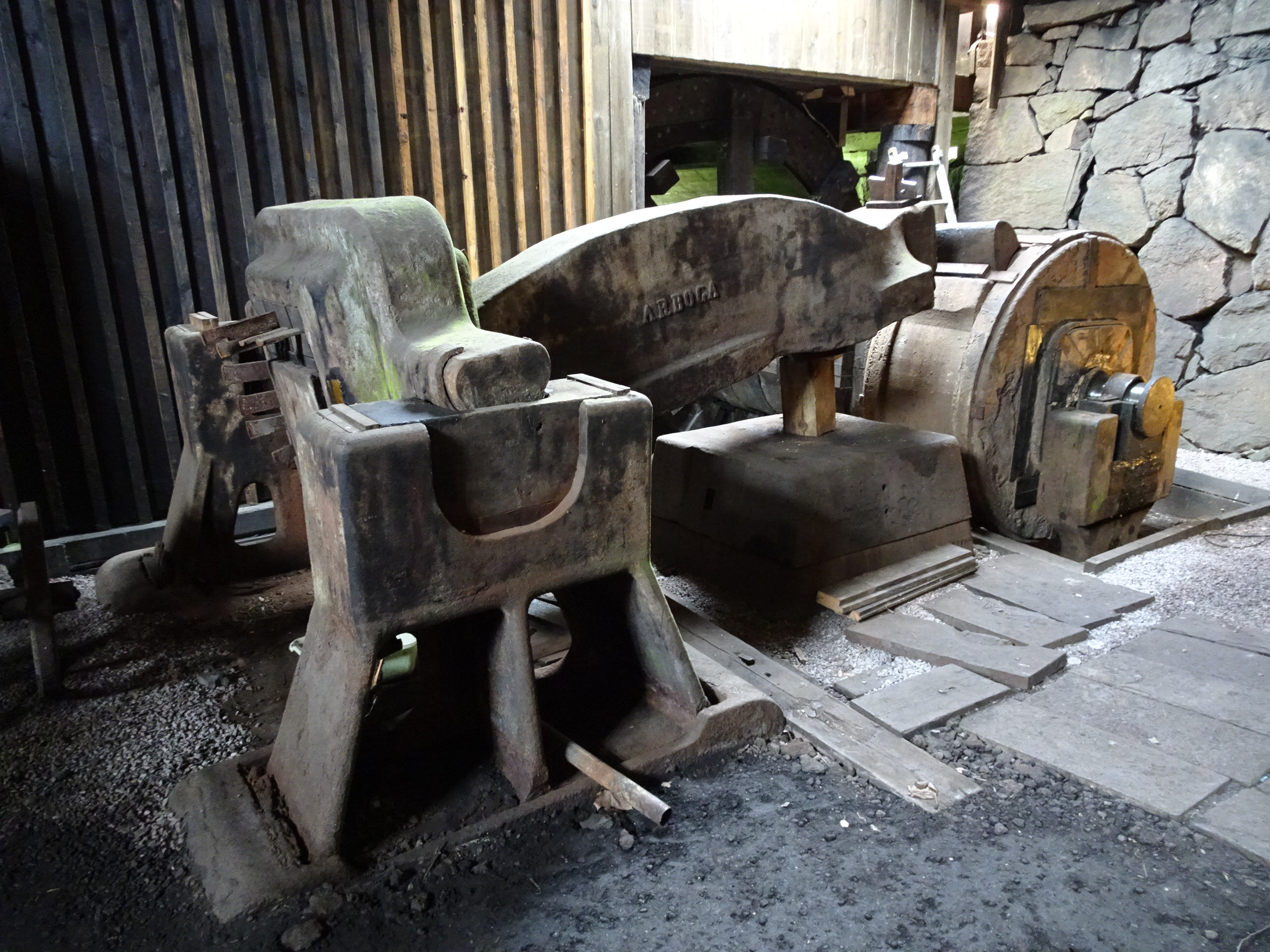
En sju ton tung Mumblingshammare i Trångfors smedja, tillverkad i Arboga.

Verkstaden samarbetade tidigt med Qvist & Gjers konstruktionsbyrå som bildades 1876 och utvecklade med tiden samarbete också med andra konstruktörsfirmor som bland annat stod för material till specialmaskiner till industrin.

## Inriktning
Arboga mekaniska verkstads verksamhet kunde delas upp i de två huvudsakliga grenarna maskingods och handelsgods.
I den första kategorin hamnar maskiner, verktyg, järnvägsgods och broar, medan den andra kategorin innefattar tröskverk, strykjärn, manglar och gravstaket. Företagets gjutningsverksamhet utförde både kokill och sandgjutning tills att verksamheten lades ned 1967.